# تک‌ضلعی

در هندسه کروی یک دایره کامل، یک تک‌ضلعی است.

در هندسه، تک‌ضلعی یک چندضلعی با یک ضلع و یک رأس است. از آن جایی که تک‌ضلعی تنها یک زاویه داخلی و یک ضلع دارد پس طبق تعریف همواره منتظم است. در هندسه اقلیدسی وجود تک‌ضلعی امکان ندارد، و این شکل با یک نقطه برابر است. اما در فضای کروی یک دایره کامل و ۳۶۰ درجه برابر یک تک‌ضلعی است.